# Waldbahn Deutschlandsberg
| Spurweite: | 760 mm (Bosnische Spur) |                                                       |                                                       |
| |                         |                                                       |                                                       |
| Geografische Daten |                         |                                                       |                                                       |
| Kontinent | Europa                  |                                                       |                                                       |
| Land | Österreich              |                                                       |                                                       |
| Bundesland | Steiermark              |                                                       |                                                       |
| Streckenbezogene Daten |                         |                                                       |                                                       |
| \| \| 0,0 \| Deutschlandsberg Sägewerk Liechtenstein \| 369 m ü. A. \| \| \| \| \| \| \| \| 1,3 \| Liechtensteintunnel \| 306 m[1] \| \| \| 1,8 \| Laßnitz \| Laßnitz \| \| \| \| Wasserstation Buchwald \| \| \| \| 4,3 \| Wasserstation Fischerbauer \| Wasserstation Fischerbauer \| \| \| \| Laßnitz \| \| \| \| 6,9[1] \| Kreuzsteinertunnel \| 35 m \| \| \| \| Laßnitz \| \| \| \| \| Wasserstation Imhof \| \| \| \| \| Parhofer Brücke \| \| \| \| 9,9 \| Freiland bei Deutschlandsberg Seilbahn Verladestation \| Freiland bei Deutschlandsberg Seilbahn Verladestation \| |                         |                                                       |                                                       |
| Kopfbahnhof Streckenanfang (Strecke außer Betrieb) | 0,0                     | Deutschlandsberg Sägewerk Liechtenstein               | 369 m ü. A.                                           |
| Brücke (Strecke außer Betrieb) |                         |                                                       |                                                       |
| Tunnel (Strecke außer Betrieb) | 1,3                     | Liechtensteintunnel                                   | 306 m                                                 |
| Brücke über Wasserlauf (Strecke außer Betrieb) | 1,8                     | Laßnitz                                               | Laßnitz                                               |
| Haltepunkt / Haltestelle (Strecke außer Betrieb) |                         | Wasserstation Buchwald                                | Wasserstation Buchwald                                |
| Haltepunkt / Haltestelle (Strecke außer Betrieb) | 4,3                     | Wasserstation Fischerbauer                            | Wasserstation Fischerbauer                            |
| Brücke über Wasserlauf (Strecke außer Betrieb) |                         | Laßnitz                                               | Laßnitz                                               |
| Tunnel (Strecke außer Betrieb) | 6,9                     | Kreuzsteinertunnel                                    | 35 m                                                  |
| Brücke über Wasserlauf (Strecke außer Betrieb) |                         | Laßnitz                                               | Laßnitz                                               |
| Haltepunkt / Haltestelle (Strecke außer Betrieb) |                         | Wasserstation Imhof                                   | Wasserstation Imhof                                   |
| Brücke (Strecke außer Betrieb) |                         | Parhofer Brücke                                       | Parhofer Brücke                                       |
| Kopfbahnhof Streckenende (Strecke außer Betrieb) | 9,9                     | Freiland bei Deutschlandsberg Seilbahn Verladestation | Freiland bei Deutschlandsberg Seilbahn Verladestation |

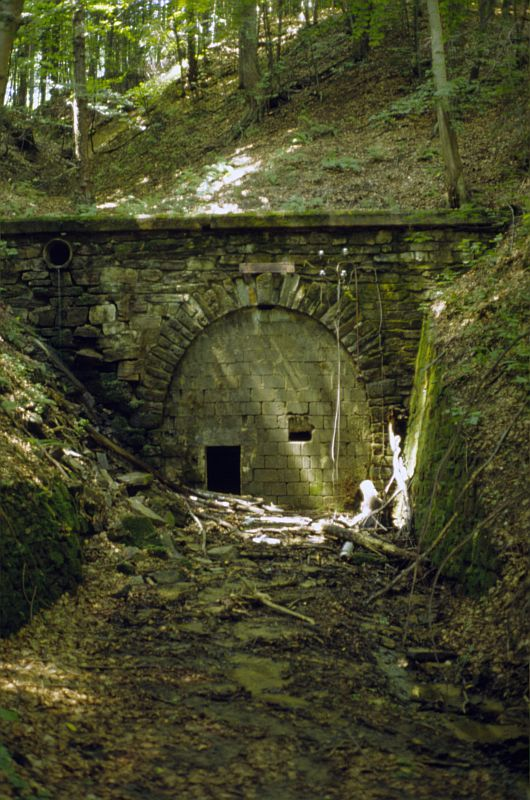
Das Ostportal des 306 m langen „Prinz Franz Liechtenstein-Tunnels“

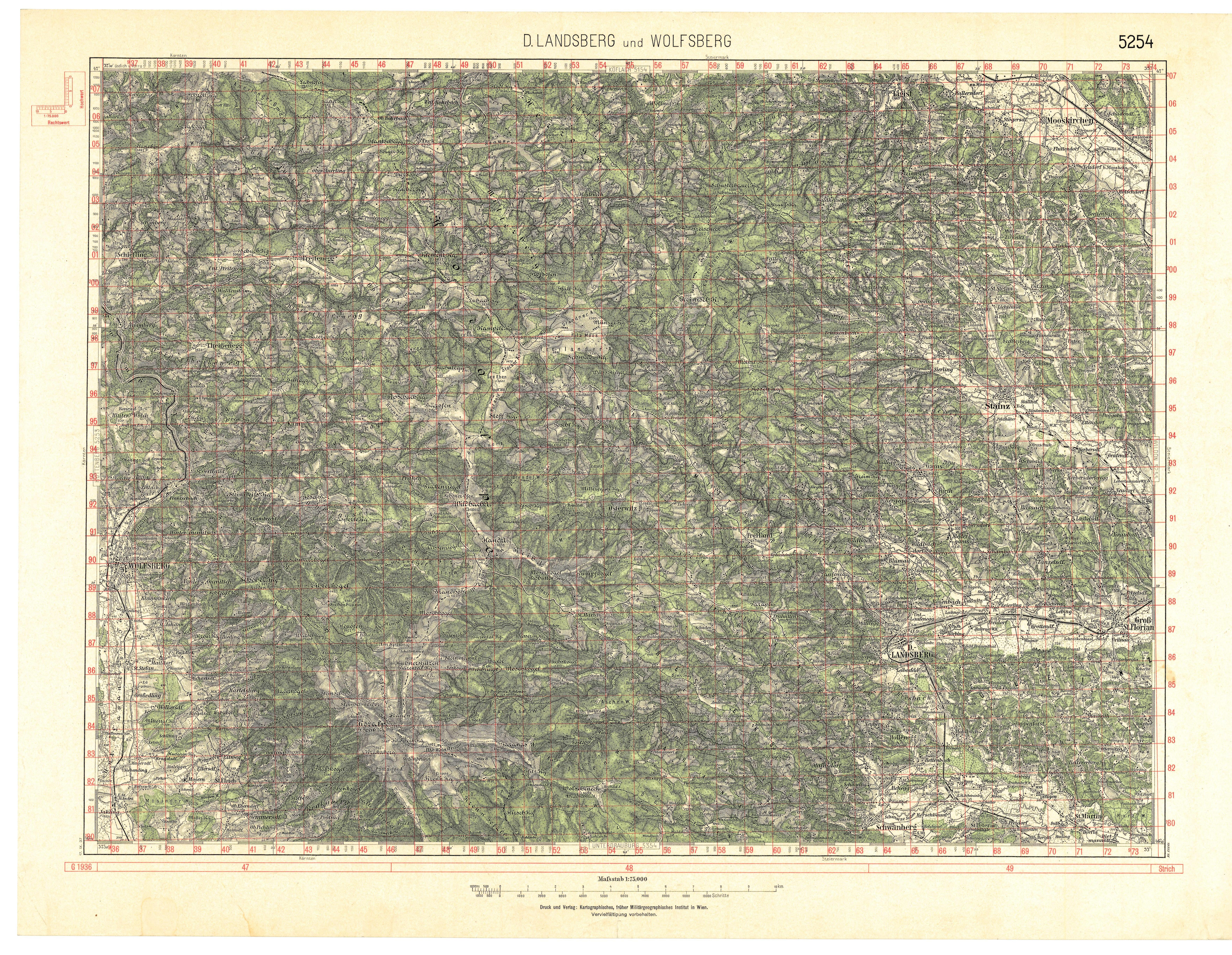
Waldbahntrasse und Seilbahn im Laßnitztal nordwestlich von Deutschlandsberg, um 1937

Die Waldbahn Deutschlandsberg, auch „Fürst Liechtensteinische Waldbahn im Laßnitztal“ genannt, war eine Waldbahn (Spurweite 760 mm) zwischen Deutschlandsberg und Freiland in der Weststeiermark und wurde bis 1963 betrieben (letzte Fahrt am 15. Dezember 1963).
Erbauer und Eigentümer der Waldbahn waren die jeweiligen Grundeigentümer aus der Familie Liechtenstein, die ausgedehnte Waldungen im Gebiet der Koralpe besaß und die Bahn zwischen 1920 und 1923 errichten ließ.
1930 erteilte die Bundesregierung eine Genehmigung für kombinierten Güter- und öffentlichen Personenverkehr. Neben dem Transport von Holz aus der Waldbewirtschaftung fand daher ab 1931 noch ein beschränkt-öffentlicher Personenverkehr statt. Der Personenverkehr wurde 1959, der Frachtenverkehr 1961 eingestellt.

## Geschichte und Bau
Erste Trassenstudien umfassten mehrere Varianten, so wurde auch eine Trasse durch die Klause überlegt oder eine Strecke vom Gebiet des Peuerlhofes in Schwanberg. Die Gesamtlänge war mit 41,5 km geplant. Zur Finanzierung des Baus wurde die „Weststeirische Holzverwertungs-Actiengesellschaft“ gegründet, der Bahnbau konnte den Status eines begünstigten Baues erhalten, was auch Enteignungen möglich gemacht hätte. Die Strecke führte aber fast vollständig über das Gebiet der Güter der Familie Liechtenstein, deren Wälder durch die Bahn besser zugänglich und damit nutzbar gemacht werden sollten und die die notwendigen Grundflächen kostenlos zur Verfügung stellte. Die Begünstigung war an die Bedingung geknüpft, ein Sägewerk in Deutschlandsberg zu errichten. Dieses Werk wurde nördlich des Bahnhofes der Wieser Bahn in Deutschlandsberg gebaut, es hat seit 2004 nach größeren Umbauarbeiten den Namen „Holztreff Liechtenstein“. Das Sägewerk ist durch eine normalspurige Schleppbahn an den Bahnhof Deutschlandsberg angebunden, diese hat mit der schmalspurigen Waldbahn nichts gemeinsam, ihre Gleise standen nicht mit der Waldbahn in Verbindung.
Am 21. Mai 1921 wurde der Bauauftrag an das Unternehmen Redlich & Berger vergeben, der erste Spatenstich fand am 22. Juni 1921 statt. Am 22. Oktober 1922 fand die erste Probefahrt statt, am 29. Jänner 1923 wurde die Strecke offiziell in Betrieb genommen. In der Bauphase der Waldbahn bestand ab 1921 eine provisorische Bahnanlage durch die Laßnitzklause, die 1923 wieder abgetragen wurde.
Für die Strecke im Laßnitztal wurden zunächst acht Brücken aus Holz errichtet, die später gegen Stahlbetonbrücken ausgetauscht wurden. Für eine Zugsfahrt waren neben dem Lokführer und dem Heizer ein Zugsführer und drei Bremser vorgesehen.
Das Bahnpersonal umfasste während der Bauzeit zwischen 25 und 1818 Arbeiter und 10 bis 64 Beamte, Aufseher und Ingenieure. In der Zeit des Bahnbaus ist ein Ansteigen der unehelichen Geburten um 33 % publiziert. Für den Bau wurde eine Materialbahn durch die Klause westlich Deutschlandsbergs zum Westportal des Tunnels geführt.
Am 2. Juni 1922 wurde der Bau einer Seilbahn von der Endstation der Bahnstrecke im Laßnitztal (ca. 600 m ü. A.) zum Forsthaus Kupper (ca. 1050 m ü. A.) beantragt. Ursprünglich war geplant gewesen, die Bahnstrecke im Laßnitztal zu verlängern. Dies war an den Kosten gescheitert. Die Seilbahn war 2,72 km lang.
1927 begann der Bau der Zubringerstrecke I (Waldbahn II) mit einer von Spurweite von 600 mm in einer Länge von 8,5 km südwestlich über Glashütten durch den Höllgraben  bis unterhalb des Bärentales am Koralpenkamm. 1928 wurde die Zubringerstrecke II (Waldbahn III) mit ebenfalls 600 mm Spurweite und einer Länge von 9,4 km zur Landsberger Brendl in Angriff genommen und 1934 mit weiteren 2,6 km oberhalb der Kleinreinischhube bis zur Steffelpeterbrendel in der Nähe der Hebalm verlängert. Beide Zubringerstrecken endeten bei der Bergstation Kupper, von wo aus die Hölzer mit der Seilbahn bis zur Endstation der Laßnitztal-Strecke bei Freiland und von dort mit der unteren Waldbahn bis zur Liechtenstein-Säge nach Deutschlandsberg abtransportiert wurden.

## Streckenverlauf
Ausgangspunkt der Strecke mit einer Gesamtlänge von 9,9 km war die Dampfsäge der Fürst-Liechtensteinischen Forstverwaltung (nördlich angrenzend am Bahnhof Deutschlandsberg der Graz-Köflacher Eisenbahn).
Vom Sägewerk in Deutschlandsberg ausgehend, führte die Bahn über Mitteregg durch einen 306 m langen Tunnel (heute ist im Tunnel eine Schießstätte untergebracht, auf dem Tunnelschild steht 311 m) und auf einer Brücke, deren Pfeiler heute noch vorhanden sind, über die Laßnitz. Weiter verlief sie entlang des heutigen Forstweges hinauf beim Fischerbauern (heute Tonis Fischerhütte) vorbei über die Fischbauerbrücke und nach einem 35 m langen Durchbruch über eine weitere größere Brücke zur Endstation Freiland (ehemalige Säge des Bauernhofes Herk). Dort befand sich die Talstation der Seilbahn, die die Holzstämme von den beiden oberen Streckenteilen brachte. Das Gasthaus Riederer bei diesem Bahnhof war in den 1940er Jahren erbaut worden, es wurde nach Einstellung der Bahn 1960 abgetragen. Die Strecke überwand einen Höhenunterschied von 235 m. Sie hatte acht größere und 18 kleine Brücken, wovon bis auf eine Stahlbetonbrücke alle aus Holz bestanden. Die längste Brücke war 75 m lang, die durchschnittliche Steigung 2,35 ‰. An vier Wasserstellen konnten die Vorräte der Lokomotive ergänzt werden.
Längere Teile der Waldbahntrasse zwischen dem großen und dem kleinen Tunnel wurden im Jahr 2008 durch Straßen- und Kraftwerksbauten zerstört. An der Bahntrasse befinden sich nun zwei kleine Wasserkraftwerke, die der örtlichen Stromversorgung dienen. Ein Kraftwerk, jenes der „Wasserkraft Spieler GmbH“ wurde 2018 durch einen Neubau ersetzt, dessen Staumauer sich an der Stelle befindet, an der früher die zweite Brücke der Waldbahn über die Laßnitz führte.

## Betrieb

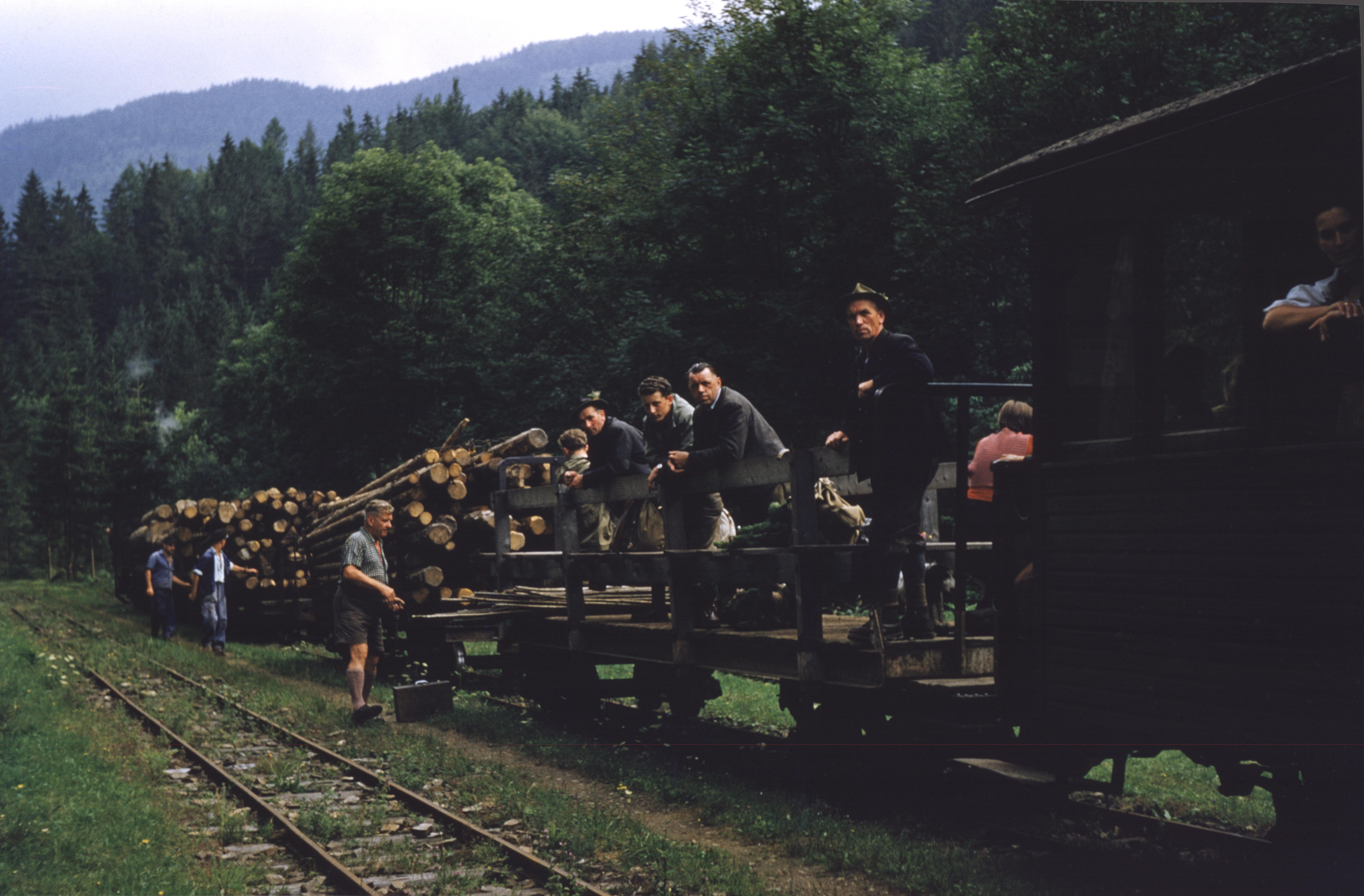
Fahrbetrieb im Jahr 1956

Die Bahn transportierte jährlich ungefähr 20.000 bis 25.000 Festmeter Holz.
1929 wurde probeweise ein beschränkt öffentlicher Personenverkehr eingeführt und 1930 genehmigt, fahrtberechtigt waren neben den Mitarbeitern der Bahneigentümer und den Beamten der lokalen Behörden samt deren Angehörigen die Einwohner der an die Bahnstrecke angrenzenden Gemeinden. Als Fahrpreis werden 1,20 Schilling genannt. An Haltestellen sind angegeben  Buchwald, Fischerbauer, Weberbauer, Imhof und Freiland.
Ein Aufsehen erregender Diebstahl ereignete sich am 17. Mai 1930: Geldbeträge für Lohnzahlungen in der Höhe von 6183 damaligen Schilling (2023 ca. 43.000 €) sollten in einem Handkoffer von der Talstation der Holzseilbahn bei der Herksäge in Freiland zur Bergstation am Kuppergrund gebracht werden. Da die Seilbahn keinen Personentransport führte, war der Koffer an einem Transportwagen mit Draht befestigt und so bergauf geführt worden. Der Dieb hatte eine der Seilbahnstützen erstiegen, war in den langsam fahrenden Wagen geklettert, hatte den Draht abgetrennt und war bei der nächsten Seilbahnstütze wieder aus dem Wagen geklettert und mit dem Koffer verschwunden. Da es sich um jemanden gehandelt haben musste, der den Seilbahnbetrieb sehr gut kannte, wurde bald danach ein ehemaliger Mitarbeiter als Dieb ausgeforscht und verhaftet.
Die Abwanderung der Holzbeförderung auf die Straße erzwang 1961 die Betriebsaufgabe auch im Frachtenverkehr, nachdem bereits der Personenverkehr mit 27. Juli 1959 eingestellt worden war. Die Bahn hatte sich gegen die Konkurrenz der immer stärker und geländegängiger werdenden Lastkraftwagen nicht behaupten können. Für den Personenverkehr war die von der Graz-Köflacher-Bahn betriebene Autobuslinie von Deutschlandsberg über Freiland nach St. Oswald, welche die Ortschaften direkt miteinander verband, im Vergleich zu der im nahezu unbewohnten Tal verlaufenden Waldbahn ein übermächtiger Konkurrent geworden. Von 1961 bis ca. 1963 wurden die Gleisanlagen abgetragen.

## Galerie

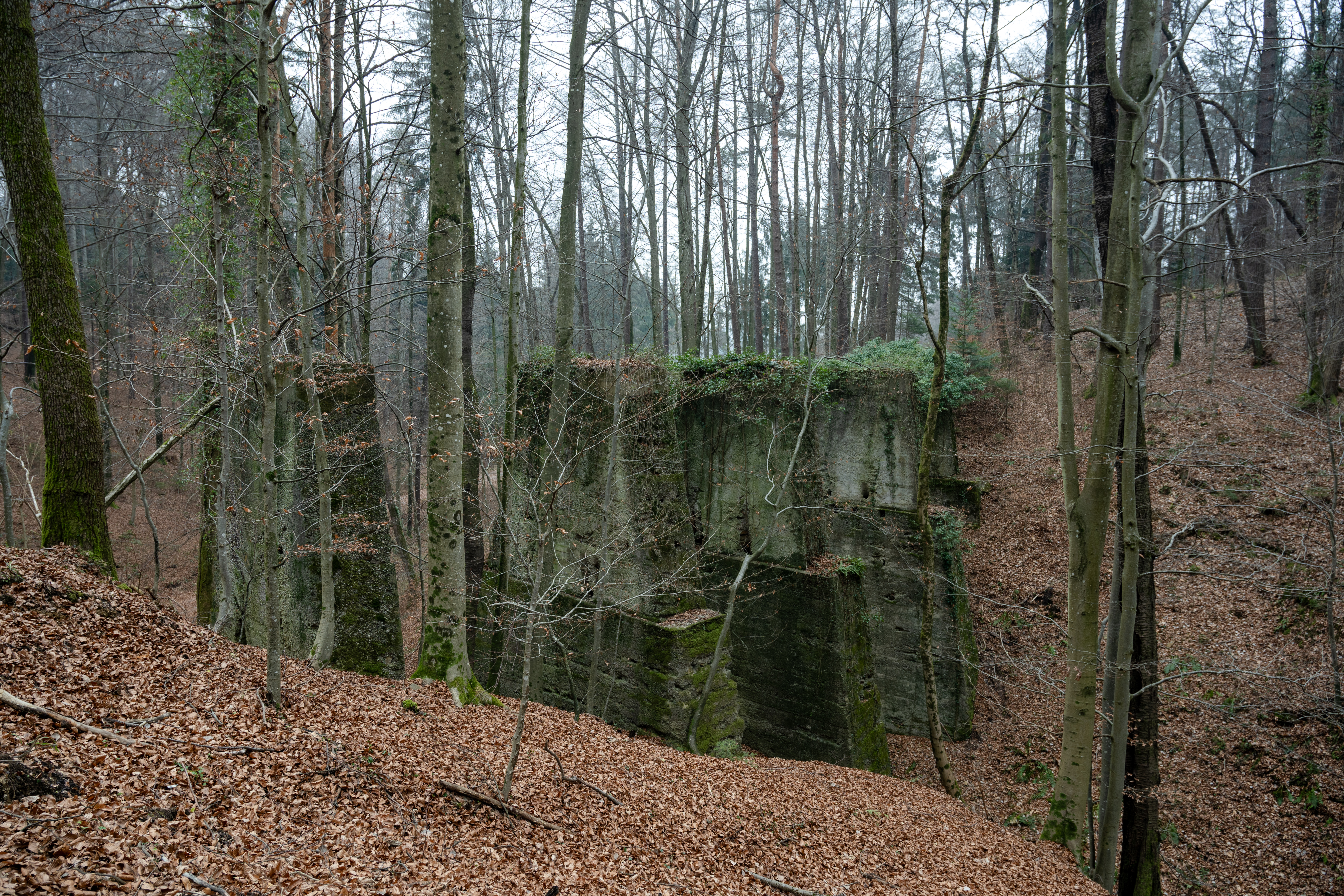
Brückenpfeiler östlich des Liechtensteintunnels
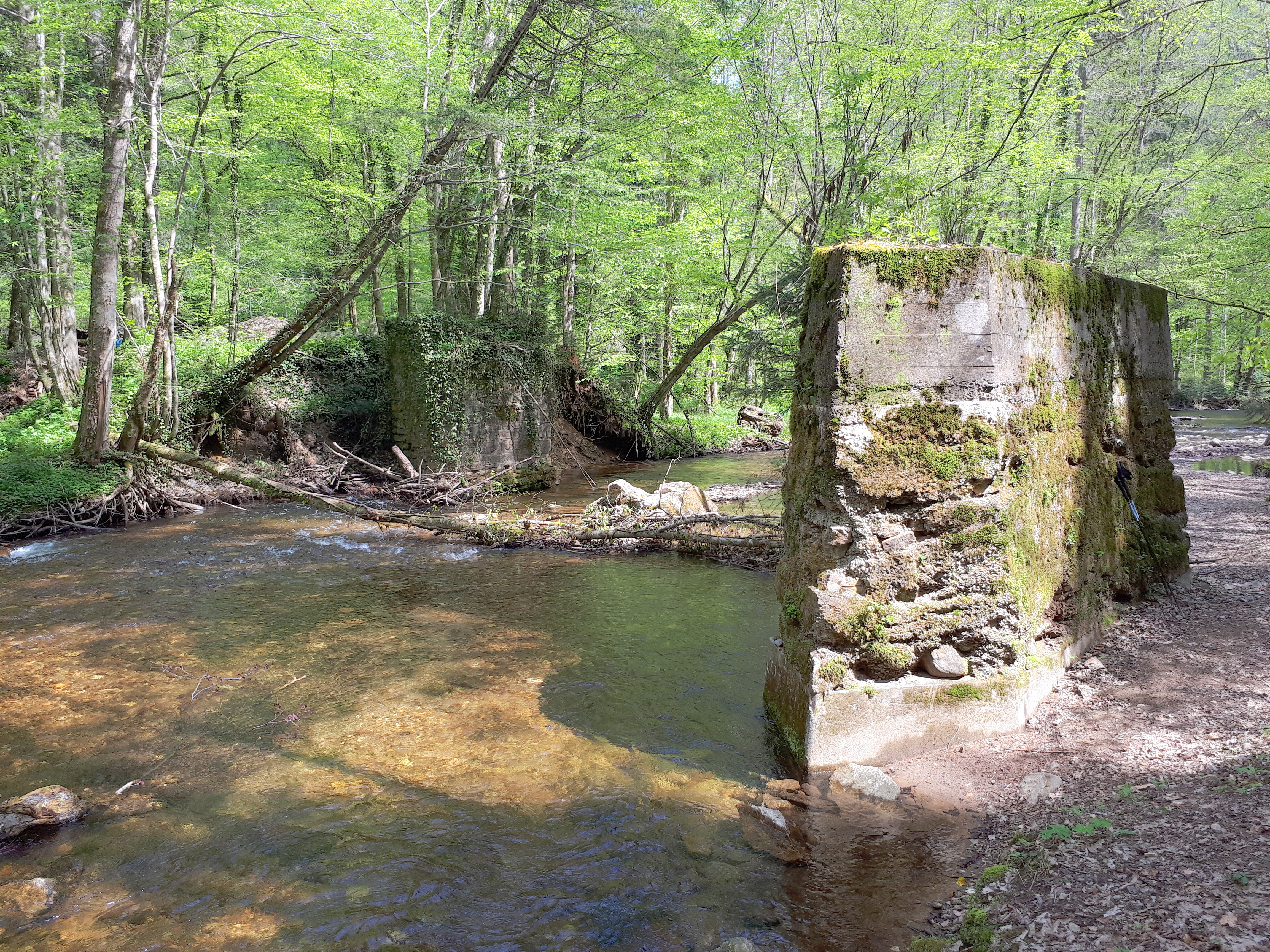
Pfeiler der ehemaligen Waldbahn-Laßnitzüberbrückung nach dem großen Tunnel bei Deutschlandsberg
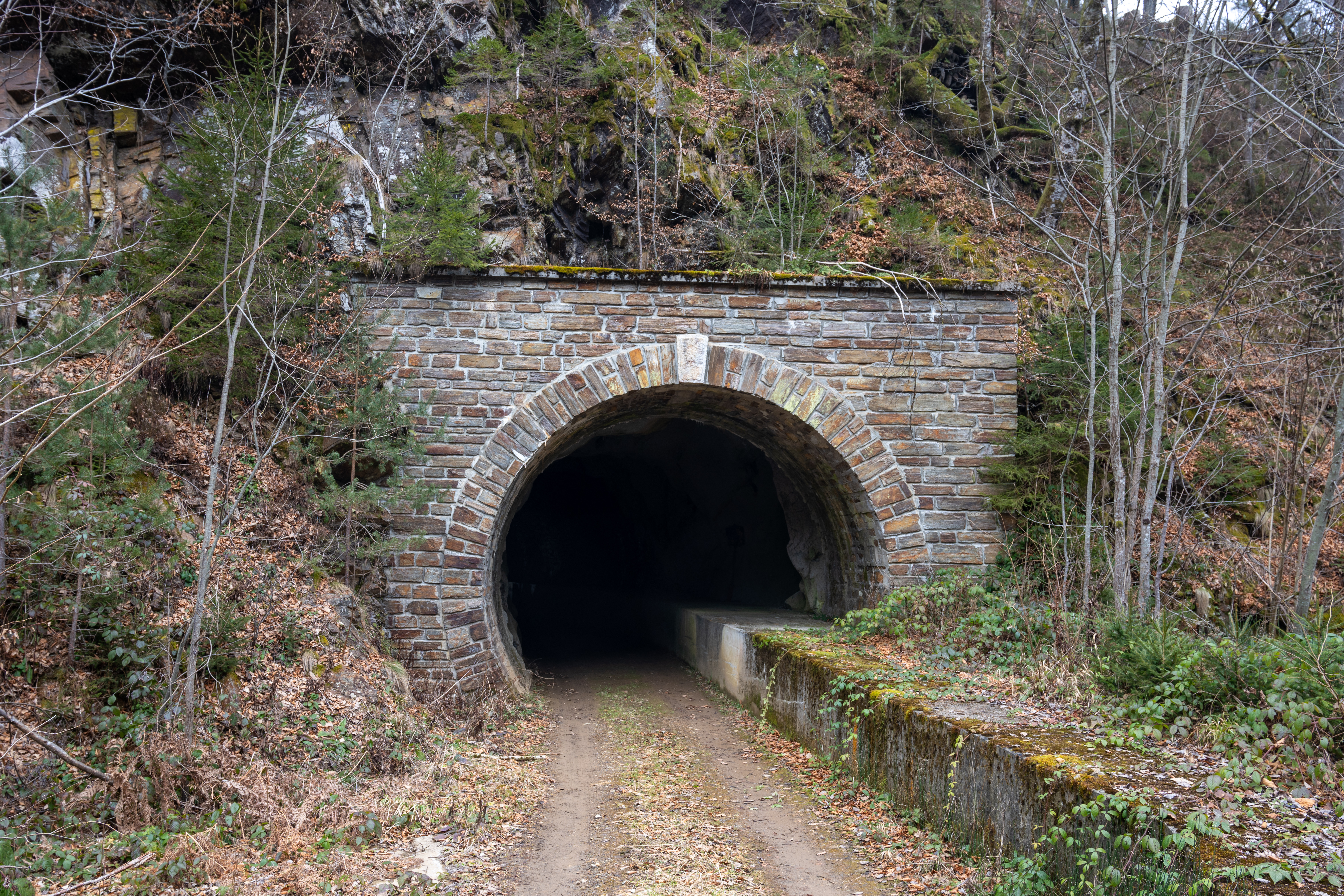
Südportal des Kreuzsteinertunnels
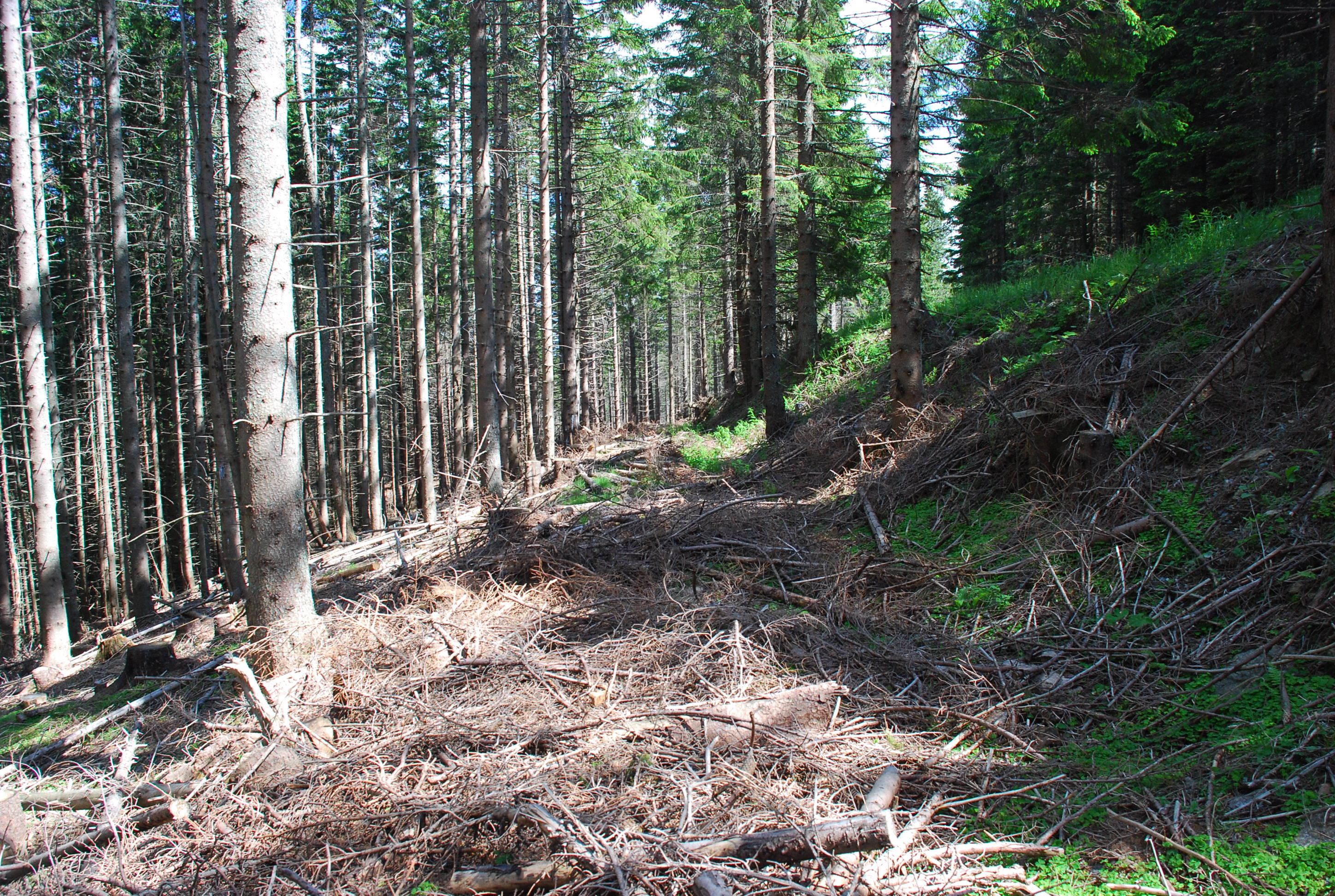
Waldbahntrasse
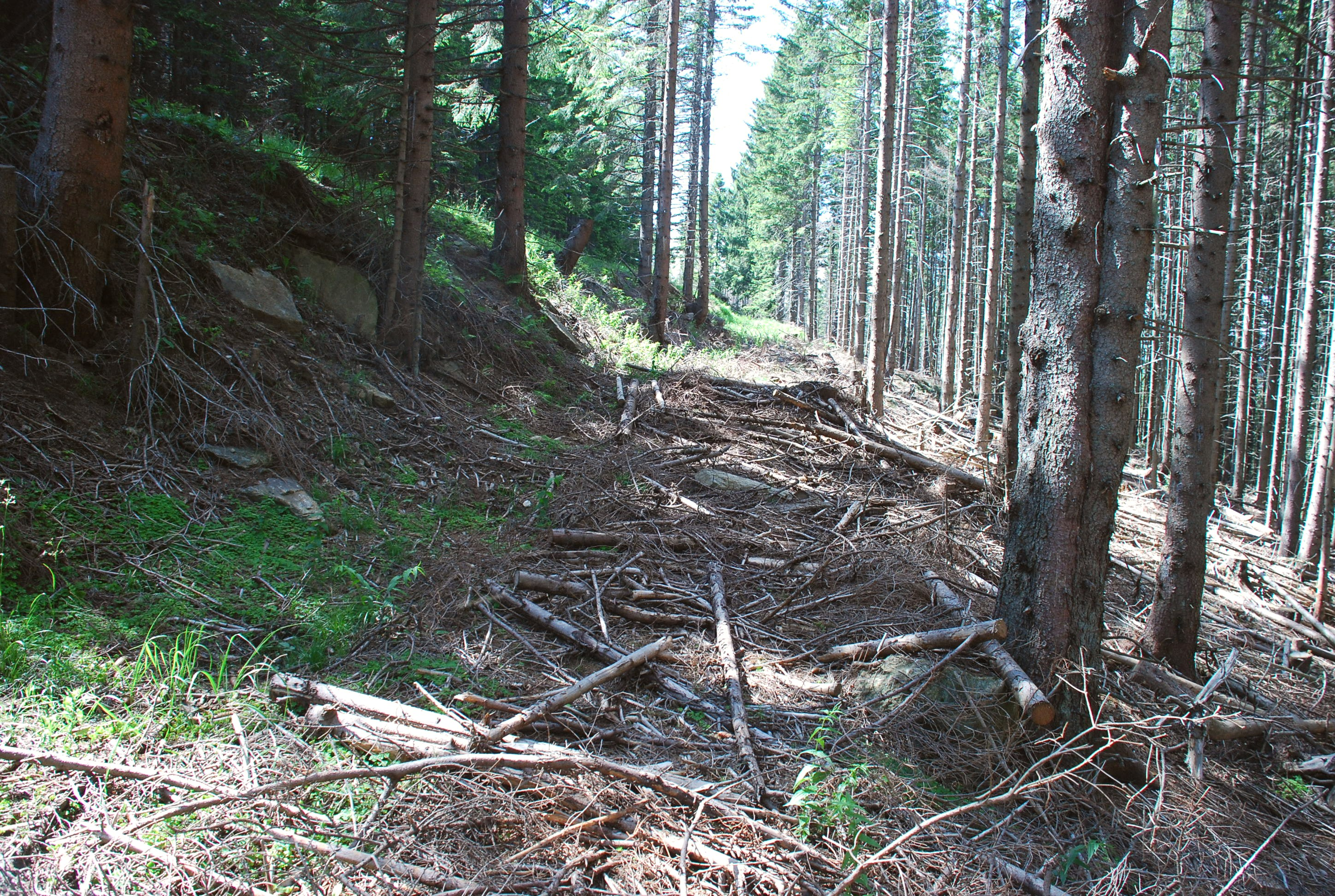
Waldbahntrasse des nördlichen Astes am Stoffkogel unterhalb der später gebauten Forststraße
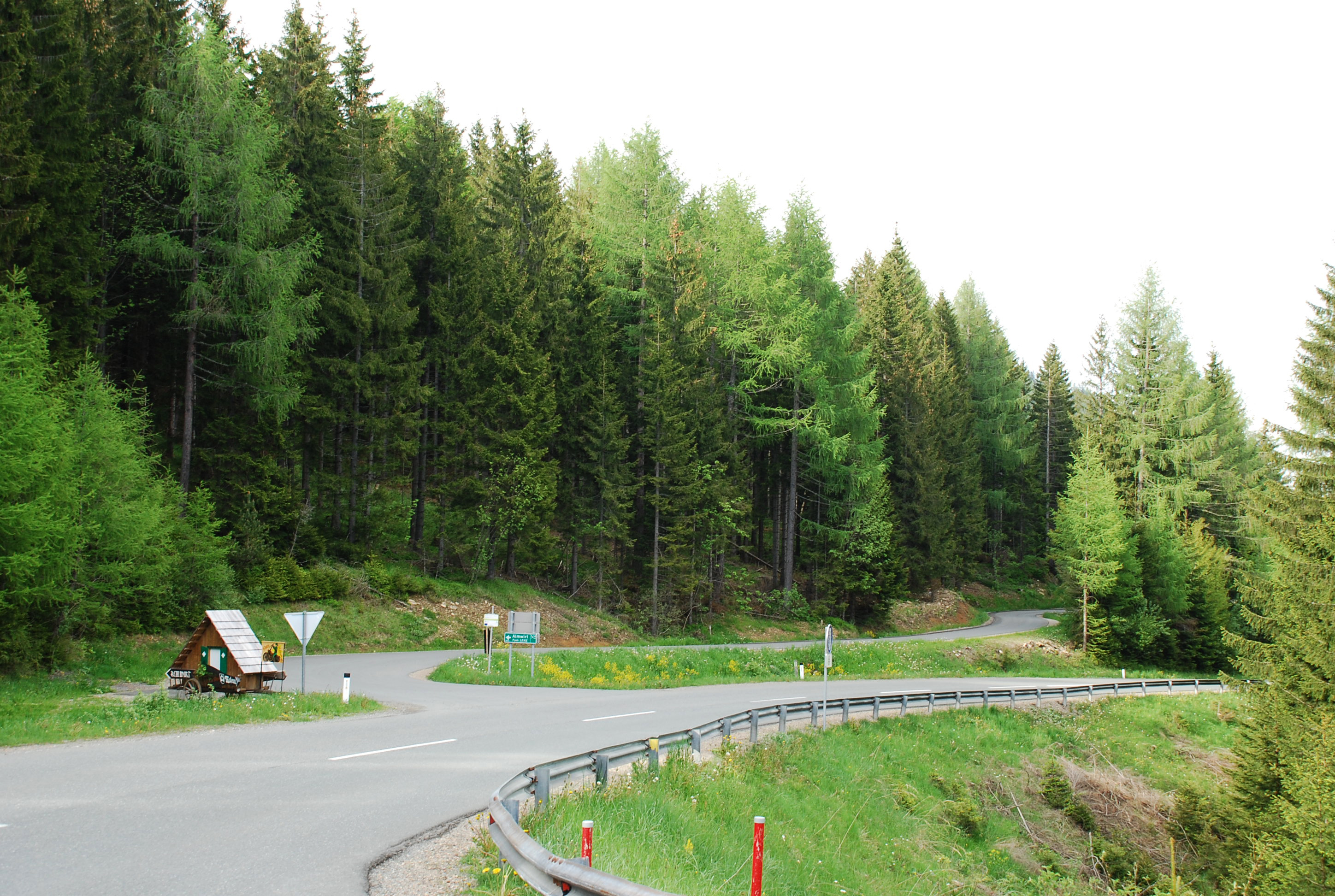
Auch die Trasse des südlichen Astes der Zubringerstrecken (hier: bei Glashütten) ist noch erkennbar und wird über weite Strecken als Fahrweg genutzt

## Lokomotiven
- Dampflokomotive mit der Achsfolge Ct, Jung 3191, Baujahr 1922, die Lokomotive erbrachte eine Leistung von 50 PS bei einem Eigengewicht von 7,53 t.
- Ab 1940 kam eine Lokomotive vom Typ RL 3 der Firma Orenstein & Koppel AG, Werk Berlin mit der Fabrikationsnummer 21270/40 zum Einsatz. Diese Lokomotive kam 1965 zu den Gleinstättner Ziegelwerken. Am 5. Dezember 1978 übernahm sie der Verein Kärntner Eisenbahnfreunde in Althofen, seit 1984 sollte die Lok im Besitz des Montan- und Werksbahnmuseums in Graz sein.
- 45-PS-Diesellok Deutz 11852/23
- eine Austro-Daimler-Holzgas-Lok
- eine weitere Deutz-Lok, 22 PS
- eine Diesellok der Jenbacher Werke vom Typ JW 20.[21]

## Personenwagen
- 1 Personenwagen für 10 Personen von 1922 bis 1931
- 1 Personenwagen für 18 Personen ab 1931. Dieser Wagen wurde 1913 von den Ringhoffer Werken in Prag für die Lokalbahn Mixnitz–Sankt Erhard gebaut und kam 1930 (Ankauf 1931)[22] zur Waldbahn Deutschlandsberg. Nach deren Einstellung war er bis 1982 in einem Kindergarten in Deutschlandsberg als Spielgerät aufgestellt,[22] wurde danach restauriert und zur Gurktalbahn gebracht, wo er zu den Wagen der Dampfbummelzüge gehörte. Im Juli 2013 wurde er mit Unterstützung durch die Gemeinde Stainz gegen einen anderen Personenwagen getauscht und gehört seitdem zum Wagenbestand des Flascherlzuges auf der Stainzerbahn. Der Wagen gehört zur Serie C[23] (das bezeichnet einen Wagen 3. Klasse), er hatte ursprünglich die Wagennummer 1 und die Fabrikationsnummer 83265, er ist 6,7 m lang. Der Wagen wiegt 3715 (nach anderer Quelle 3750[23]) kg.[24]

## Güterwagen
- 18 Garnituren Doppeltrucks
- 2 vierachsige Plateauwagen
- 1 Schotterwagen
- 1 viersitziger Rollwagen für Talfahrten

## Zubringerstrecken
Das Holz wurde aus dem Bärental im Quellgebiet der Schwarzen Sulm, dem Höllgraben (südlicher Ast) und vom Hofbauer und der Stefflpeterbrendl am Stoffkogel in der Gemeinde Osterwitz über Schienenstrecken mit einer Spurweite von 600 mm zur Ladestelle Kupper gebracht, von wo es mit einer 3,5 km langen Seilbahn zu Tal nach Freiland befördert wurde. Der nördliche Ast der Bahn hatte sein Gleisende am Nordhang des Stoffkogels im Einzugsgebiet des Stoffbaches und des Rettenbaches an der Grenze zu Kärnten, nähe Stoffhütte, 1424 m.
Es waren zusätzlich eine Reihe von Zubringerseilbahnen und andere Einrichtungen wie Riesen und einfache, mit Schwerkraft betriebene Bahnen, sowie mehrere Bremsberge in der Region im Einsatz, deren Spuren noch heute entdeckt werden können. So gibt es bei der 1923 erbauten Kapelle oberhalb von Tonis Fischerhütte einen zwei Meter breiten Weg mit gesetzten Mauern, der möglicherweise eine Gleistrasse war. Jedenfalls gab es Planungen für mehrere Trassenvarianten.
Auf den Zubringerstrecken waren als Fahrzeuge vier Verbrennungsmotor-Lokomotiven verschiedener Hersteller (darunter Orenstein & Koppel, Austro-Daimler und Deutz), sowie eine Motordraisine für den Forstmeister in Verwendung.